# 友人のふり
「友人のふり」（ゆうじんのふり）は、岡村靖幸の10枚目のシングル。
1989年12月21日に、EPICソニーから発売された。

## 概要
アルバム『靖幸』からのリカットシングル。

## 収録曲
全曲　作詞・作曲・編曲：岡村靖幸
1. 友人のふり
2. Vegetable

## 収録アルバム
| 曲名       | 収録アルバム         | 備考 |
| ---------- | -------------------- | ---- |
| 友人のふり | 『靖幸』             |      |
| 友人のふり | 『早熟』             |      |
| 友人のふり | 『OH! ベスト』       |      |
| 友人のふり | 『岡村ちゃん大百科』 |      |
| Vegetable  | 『靖幸』             |      |
| Vegetable  | 『早熟』             |      |
| Vegetable  | 『岡村ちゃん大百科』 |      |